# Coupe de la Ligue anglaise de football 1969-1970
Navigation
1968-1969 1970-1971
La Coupe de la Ligue anglaise de football 1969-1970 est la dixième édition de la Coupe de la Ligue anglaise de football, elle regroupe les 92 meilleurs clubs d'Angleterre.
La compétition est remportée par Manchester City, qui bat West Bromwich Albion en finale au Stade de Wembley à Londres sur le score de 2 à 1.

## Format
Les 20 clubs de la Premier League et les 72 clubs de la Football League sont conviés à la compétition. Pour la première fois depuis la première édition tous les clubs conviés participent à la compétition.
Jusqu'aux quarts de finale les rencontres se disputent sur un seul match. En cas d'égalité après le temps règlementaire, une prolongation de deux fois 15 minutes est jouée. S'il n'y a pas de vainqueur au bout de la prolongation, le match est rejoué chez le club visiteur. A partir des demi-finales, les matchs sont joués en aller et retour, en cas d'égalité au score cumulé un troisième match est joué.
La finale est jouée en un match unique à Wembley.

## Calendrier
| Tour           | Date principale           |
| -------------- | ------------------------- |
| premier tour   | 13 août 1969              |
| deuxième tour  | 3 septembre 1969          |
| troisième tour | 24 septembre 1969         |
| quatrième tour | 14 octobre 1969           |
| cinquième tour | 29 octobre 1969           |
| demi-finales   | novembre et décembre 1969 |
| finale         | 7 mars 1970               |

## Demi-finales
| Équipe 1        | Résultat | Équipe 2             | Aller | Retour |
| --------------- | -------- | -------------------- | ----- | ------ |
| Carlisle United | 2 - 4    | West Bromwich Albion | 1 - 0 | 1 - 4  |
| Manchester City | 4 - 3    | Manchester United    | 2 - 1 | 2 - 2  |

## Finale
La finale se déroule le 7 mars 1970 au Stade de Wembley à Londres. Manchester City remporte sa première Coupe de la ligue.
| Finale de la Coupe de la Ligue anglaise 1969-1970 | Manchester City | 2 – 1   | West Bromwich Albion | Wembley, Londres     |                      |
| 7 mars 1970                                       |                 | (0 – 1) |                      | Spectateurs : 97 963 | Spectateurs : 97 963 |

Manchester City réalise la même saison le doublé Coupe de la ligue anglaise et la Coupe d'Europe des vainqueurs de coupe de football 1969-1970.